# 阿穆尔州
阿穆尔州（羅馬化：Amurskaya oblast）是俄罗斯远东联邦管区的一个州，位于俄罗斯远东地区，地处黑龙江（阿穆尔河）以北、外兴安岭以南。面积36.37万平方公里，人口88.11万，首府布拉戈维申斯克。

## 历史
前3世纪至3世纪这一地区生活着东胡的鲜卑和乌桓。5世纪这里改称室韦。7世纪这里的南部是黑水靺鞨，北部是钵室韦和深末怛室韦。
10世纪末期开始辽朝（契丹）统治这一地区。12世纪女真人在首领完颜阿骨打的带领下建立了金朝。13世纪开始蒙古人建立的元朝统治这一地区，属辽阳等处行中书省。
14世纪晚期的1387年明军占领原元朝的辽阳等处行中书省之后，当地土著落（包括五国部）一度臣服于明朝的奴儿干都司（1409年—1434年）。
17世纪初期建州女真首领努尔哈赤吞并东北诸部，其十四子多尔衮在1644年进入山海关，经过十几年的战争清朝完全控制中国大陆，成为中国历史上最后一个封建王朝。
17世纪君主制王朝沙皇俄国和清朝就这一地区的领土问题发生争端，经过数场战斗以后，于1689年签订《尼布楚条约》，该地区大部分归属清朝。
19世纪俄罗斯帝国再次进入该地区，1858年《瑷珲条约》当中该地区被割让给俄国。

## 地理
阿穆尔州位于俄联邦的东南部，其南部、西南部与中国相邻，西部与外贝加尔边疆区接壤，北部与萨哈共和国相邻，东北部和东部与哈巴罗夫斯克边疆区相邻，东南部与犹太自治州相邻。

### 地形
阿穆尔州的北部是外兴安岭（斯塔诺夫山脉），高达2312米，南部是亚根佳山、杜库林哥拉山、索克达汗山、达日哥德山。有约五分之二的土地为捷伊斯克——布列斯克平原和阿穆尔——捷伊斯克平原所占据。在东北部有结雅河，发源于外兴安岭，然后在海兰泡附近汇入黑龙江。

### 自然
阿穆尔州处于温带地区，气候为季风性大陆气候，全年州内少风，年均风速不高于3.6米/秒。
州内气温由南至北变化，一月份南部平均温度为零下27.6℃，而北部为零下32.8℃，每100公里气温下降0.76℃；七月份平均温度南部为20.7℃，而北部为17.6℃，年降雨量约为850毫米。

### 资源
阿穆尔州有丰富的矿藏资源，估计经济潜能可达4000亿美元。主要有金、银、铂、钛、煤、沸石、高岭土、稀土元素，包括铀和金刚石。据地理学家勘探计算，有123个各种非金属矿原料和建筑材料产地，其中包括40亿吨铁矿和15亿吨的煤，石炭和褐煤资源约有700亿吨，铁矿38亿吨。此外，阿穆尔州还有许多非金属矿产资源产地，主要有磷灰石、高岭土、石棉、硅藻土、粘土、沙子、砾石等，这些可用于开采制作建筑材料、化学原料及冶金材料以及矿物颜料等。
阿穆尔州的森林覆盖面积为2190万公顷，占其面积的73%，主要树种有落叶松，云杉、冷杉、樟子松、柞树、白桦树、白蜡树。

## 行政區劃
|  |

Legend： 
 
1: 布拉戈维申斯克 (海兰泡)  2: 阿尔哈拉  3: 别洛戈尔斯克

4: 新布列伊斯基  5: 扎维京斯克  6: 结雅  7: 伊万诺夫卡

8: 康斯坦丁诺夫卡  9: 马格达加奇  10: 新基辅斯基乌瓦尔

11: 波亚尔科沃  12: 叶卡捷里诺斯拉夫卡  13: 罗姆内

14: 斯沃博德内  15: 埃基姆昌  16: 谢雷舍沃  17: 斯科沃罗季诺

18: 坦波夫卡  19: 滕达  20: 希马诺夫斯克 

21: 赖奇欣斯克  22: 齐奥尔科夫斯基

阿穆爾州成立於1932年10月20日，領土面積為36.37萬平方公里，佔俄聯邦領土總面積的2.13%。
行政單位數量為20個行政區、7個州附屬市、2個區附屬市、2個市內區、27個城鎮、282個行政農莊。
州中心是布拉戈維申斯克市，建市時間為1858年，由莫斯科至布拉戈維申斯克市距離為7985公里。該市內有兩個區，分別是列寧區和邊境區。
首府布拉戈維申斯克，1858年建市，由莫斯科至布拉戈维申斯克距離為7985公里。它州附屬城市有：別洛戈爾斯克市，1926年成立，1994年有人口7.55萬人；結雅市，1906年成立；賴奇欣斯克，1944年成立；斯沃埔德內市，1912年成立，1994年有8.07萬人；騰達市，1975年成立；希馬諾夫斯克市，1950年成立。
以下为阿穆尔州行政区域（人口依俄罗斯2018年人口普查统计）：
| 地图序号 | 中文名           | 俄文名 | 行政中心           | 面积 km2  | 总人口 |
| -------- | ---------------- | ------ | ------------------ | --------- | ------ |
| 1        | 阿尔哈拉区       |        | 阿尔哈拉           | 14,354.59 | 14,551 |
| 2        | 别洛戈尔斯克区   |        | 别洛戈尔斯克       | 2590.88   | 17,647 |
| 3        | 布拉戈维申斯克区 |        | 布拉戈维申斯克     | 2984.21   | 26,835 |
| 4        | 布列亚区         |        | 新布列伊斯基       | 7100      | 20,341 |
| 5        | 扎维京斯克区     |        | 扎维京斯克         | 3300      | 14,365 |
| 6        | 结雅区           |        | 结雅               | 87500     | 14,649 |
| 7        | 伊万诺沃区       |        | 伊万诺夫卡         | 2600      | 23,912 |
| 8        | 康斯坦丁诺夫卡区 |        | 康斯坦丁诺夫卡     | 1800      | 12,452 |
| 9        | 马格达加奇区     |        | 马格达加奇         | 14800     | 20,234 |
| 10       | 马扎诺沃区       |        | 新基耶夫斯基乌瓦尔 | 28300     | 13,210 |
| 11       | 米哈伊洛夫卡区   |        | 波亚尔科沃         | 3000      | 13,685 |
| 12       | 十月镇区         |        | 叶卡捷里诺斯拉夫卡 | 3400      | 18,284 |
| 13       | 罗姆内区         |        | 罗姆内             | 10100     | 8103   |
| 14       | 斯沃博德内区     |        | 斯沃博德内         | 7300      | 14,168 |
| 15       | 谢列姆金斯克区   |        | 埃基姆昌           | 46700     | 10,260 |
| 16       | 谢雷舍沃区       |        | 谢雷舍沃           | 3800      | 24,425 |
| 17       | 斯科沃罗季诺区   |        | 斯科沃罗季诺       | 20500     | 27,061 |
| 18       | 坦波夫卡区       |        | 坦波夫卡           | 2500      | 21,456 |
| 19       | 滕达区           |        | 滕达               | 83300     | 13,450 |
| 20       | 希马诺夫斯克区   |        | 希马诺夫斯克       | 14600     | 5242   |

## 民族构成
阿穆尔州现有人口88.11万，多年以来一直呈下降趋势。
阿穆尔州的民族构成中，俄罗斯人占86.8%，乌克兰人占6.7%，白俄罗斯人占1.7%，鞑靼人占0.9%，阿塞拜疆人占0.6%，埃文基人、楚瓦什人、日耳曼人、莫尔多瓦人各占0.2%。